# Aguada de Guzmán
Aguada de Guzmán är en ort i Argentina.   Den ligger i provinsen Río Negro, i den sydvästra delen av landet, 1 100 kilometer sydväst om huvudstaden Buenos Aires. Aguada de Guzmán ligger 772 meter över havet och antalet invånare är 117.
Terrängen runt Aguada de Guzmán är lite kuperad. Trakten runt Aguada de Guzmán är nära nog obefolkad, med mindre än två invånare per kvadratkilometer..
Omgivningarna runt Aguada de Guzmán är i huvudsak ett öppet busklandskap.